# Vratislav Pasovský
Vratislav Pasovský (ur. 13 listopada 1854 w Kościelcu nad Orlicí - zm. 24 maja 1924 w Pradze) - czeski architekt i działacz turystyczny, jeden z członków założycieli Klubu Czeskich Turystów, którego prezesem był przez 25 lat. Wespół z Vilémem Kurzem Starszym był inicjatorem budowy wieży widokowej i kolei linowej na Petřín w Pradze. Uczestniczył w konkursach na projekt teatru w Krakowie i Slaným. Projektował liczne szkoły oraz obecny hotel Eurostars David w Pradze. Kawaler Orderu Leopolda